# Svoboda (parti)
Pour les articles homonymes, voir Svoboda et Union panukrainienne.
Ne doit pas être confondu avec Ukraine slobodienne.
Svoboda, officiellement dénommé Union panukrainienne « Liberté » (en ukrainien, Всеукраїнське об’єднання «Свобода», Vseukrainske ob'iednannia « Svoboda ») est un parti ukrainien nationaliste, fondé en 1991 sous le nom de Parti social-national d'Ukraine (Соціал-Національна партія України - СНПУ/SNPU) par Oleh Tyahnybok et Andriy Paroubiy.
Il est officiellement enregistré comme parti politique en octobre 1995.

## Historique

Logo du parti jusqu'à 2003, dérivé du Wolfsangel.

Ancien logo du parti avec son salut à trois doigts.

Drapeau du parti.

L'origine de ce parti remonte à la création à Lviv, le 13 octobre 1991, du Parti social-national d'Ukraine (ukrainien : Соціал-національна партія України), cofondé par Oleh Tyahnybok et Andriy Paroubiy,. Le parti s'enregistre officiellement le 16 octobre 1995.
Le 12 décembre 1999, lors du premier congrès de l'organisation paramilitaire Patriotes d'Ukraine, le parti intègre cette dernière en son sein en tant qu' « association de support » de l'armée ukrainienne. Dissoute en 2004, elle est recréée en 2005,,.
Le parti est renommé « Union panukrainienne « Liberté » » avec l'arrivée à sa tête d'Oleh Tyahnybok, en février 2004. Dans une optique de respectabilité, ce dernier décide également d'abandonner le Wolfsangel au profit d'un symbole évoquant le trident ukrainien. De même c'est à cette époque qu'il annonce « dissoudre » l'organisation Patriotes d'Ukraine. Il se distingue néanmoins par ses appels à la lutte armée « contre les Moskali [Moscovites] et les youpins ». Il fait également partie des meneurs de la révolution orange.
Svoboda a officiellement rompu son association avec les Patriotes d'Ukraine en 2007 en annonçant que si Oleh Tyahnybok et le Parti social national étaient liés à l’organisation, leurs buts étaient désormais différents, ceux-ci restent informellement liés,,.

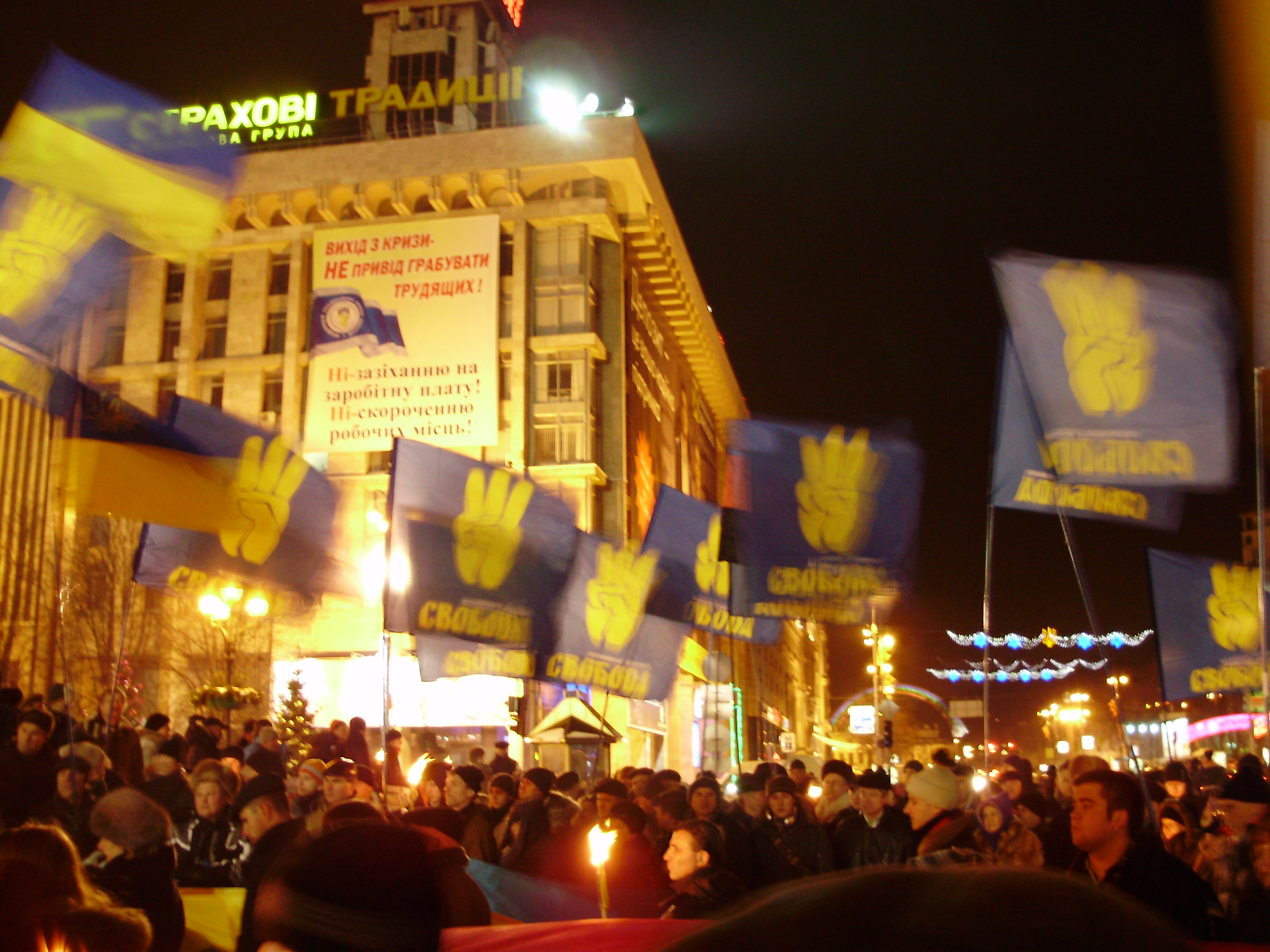
Manifestation de Svoboda à Kiev en 2009.

Pour autant, le parti continue de se réclamer de l'Organisation des nationalistes ukrainiens, dont la branche armée, l'armée insurrectionnelle ukrainienne, collabora activement avec les nazis pendant la Seconde Guerre mondiale et massacra les juifs de Galicie. En 2009, le parti a signé un accord de coopération avec le Front national. Le parti a été membre du Front national européen[réf. souhaitée] et observateur au sein de l'Alliance européenne des mouvements nationaux (AEMN) entre 2009 et 2014,.
.
. Le 20 mars 2014, Svoboda se retire de sa position d'observateur de l'Alliance européenne des mouvements nationaux en raison de la sympathie affichée de plusieurs membres de l'alliance pour l'intervention militaire russe. De même, l’organisation a souvent été pointée du doigt pour la glorification du passé collaborationniste d'une partie du peuple ukrainien avec l'Allemagne nazie et pour avoir organisé la célébration en 2013 du 70e anniversaire de la création de la division SS Halychyna, qui a combattu dans les rangs des Allemands lors de la bataille de Brody en 1944.
D'après des révélations du journaliste ukrainien Sergueï Lechtchenko de 2016, Svoboda a reçu un transfert de 200 000 dollars américains de la part du Parti des régions du président Ianoukovytch en 2010. À cette même époque, Svoboda, qui était encore marginal, se met à être médiatisé régulièrement sur des chaînes de télévision appartenant à des oligarques proches du PR. Selon les politologues Andreas Umland et Taras Tarasiuk, Svoboda servait le pouvoir pro-russe à diviser le camp nationaliste entre modérés et extrémistes et faisait également office d'épouvantail pour mobiliser les électeurs ukrainiens russophones.
Le 12 mai 2011, le conseil de l'oblast de Louhansk demande au président ukrainien, Viktor Ianoukovytch, de bannir ce parti, en tant qu'organisation extrémiste, et notamment en raison de l'organisation d'émeutes le 9 mai à Lviv lors de la célébration du 66e anniversaire de la victoire sur l'Allemagne nazie, montrant, enregistrement à l'appui, les agissements de ses membres.
Alors que le parti n'avait recueilli que 1,43 % des voix aux élections présidentielles de 2010, il obtient plus de 10 % des suffrages lors des élections législatives de 2012, remportant 37 sièges. En automne 2011, le parti avait organisé un défilé contre l'arrivée massive de juifs hassidiques, qui effectuent chaque année en Ukraine un pèlerinage sur la tombe d'un célèbre rabbin ; et par la suite il s'est opposé à l'organisation d'une Gay Pride à Kiev. L'ambassadeur d’Israël en Ukraine, Reuven Din El, s'est notamment inquiété des propos antisémites tenus par Oleh Tyahnybok, dirigeant de Svoboda.
En 2012, Svoboda proteste contre la sélection de Gaitana, une chanteuse née d'une mère ukrainienne et d'un père congolais, comme représentante de l'Ukraine pour le concours de chansons de l'Eurovision. Le porte-parole du parti, Yuri Syrotiuk déclare dans le Kyiv Post du 21 février 2012 : « L’Ukraine sera représentée par une personne qui n’est pas de notre race (…) Elle n'est pas une représentante organique de notre culture. Les téléspectateurs vont finir par croire que notre pays se trouve sur un autre continent, quelque part en Afrique ».
Le 14 décembre 2013, lors de sa visite de soutien aux manifestants de la place de l'Indépendance, John McCain, sénateur américain du Parti républicain, rencontre le chef de ce parti Oleh Tyahnybok en même temps que d'autres opposants au gouvernement ukrainien comme Vitali Klitschko et Arseni Iatseniouk.
Le parti participe à l'Euromaïdan, mouvement qui aboutit à la destitution de Viktor Ianoukovytch. Durant ces évènements, le journal Haaretz rapporte que Secteur droit et Svoboda auraient distribué des traductions récentes de Mein Kampf et des Protocoles des Sages de Sion sur la place Maïdan et fait état de sa préoccupation quant à la présence importante de membres de ces deux mouvements ultra-nationalistes parmi les manifestants. Un journaliste raconte que « sur la place de l’Indépendance, ils ont réussi à tenir face aux forces de l’ordre et à en tuer une dizaine. Et entre 200 et 300 d’entre eux ont réussi à prendre d’assaut le Parlement et le siège du Parti des régions pendant quelques instants ».
Le gouvernement Iatseniouk nommé le 26 février 2014 est composé de plusieurs personnalités du parti à l'image d'Oleksandr Sytch, Vice-Premier ministre, d'Andri Mokhnyk, ministre de l'Écologie et des Ressources naturelles, d'Ihor Chvaïka, ministre de l'Agriculture et de l'Alimentation, et d'Oleh Makhnitsky, procureur général. Ihor Tenioukh en faisait également partie en tant que ministre de la Défense avant d'être remplacé par Mykhaïlo Koval,.
Néanmoins, à l'élection présidentielle ukrainienne de 2014, Oleh Tyahnybok, candidat investi par le parti, n'obtient que 1,16 % des suffrages, score encore plus faible qu'en 2010. Lors des élections législatives suivantes de 2014, le parti n'atteint pas le seuil de 5 % (4,7 %) mais obtient néanmoins l'élection de six députés dans les circonscriptions.
Le 31 août 2015, devant la Rada, alors que les députés planchent sur une réforme constitutionnelle visant à donner plus d’autonomie aux territoires séparatistes prorusses, des centaines de manifestants d’extrême droite, notamment du parti Svoboda, affrontent la police pendant plusieurs heures. Trois policiers sont tués dont un par le jet d'une grenade et une centaine d’autres policiers et plusieurs journalistes sont blessés. Arseni Iatseniouk a déclaré que les agissement de l’extrême-droite, « sous couvert de patriotisme », étaient « pires » que ceux des séparatistes. Quant au ministre de l'Intérieur Arsen Avakov, il qualifie le parti « Svoboda » de « parti du terrorisme ». Pour Amnesty International, les actions de Svoboda « sont le résultat de l’impunité qui règne en Ukraine. Ni les tueries de Maïdan, ni les crimes de guerre, ni les attaques contre la communauté LGBT n’ont été punis par les autorités. Le signal envoyé est que la violence est tolérée ».
En vue de l'élection présidentielle de 2019, le président du parti, Oleh Tyahnybok, renonce à se présenter une nouvelle fois et annonce que Svoboda présente la candidature de son vice-président, Rouslan Kochoulynsky. Celui-ci reçoit le soutien de l’Organisation des nationalistes ukrainiens, de Secteur droit, du Congrès des nationalistes ukrainiens et du S14, mais doit faire face à la concurrence d’Andri Biletsky (Corps national).

## Positionnement
D'après le politologue Ivan Katchanovski, à ses origines, le parti combine un nationalisme radical avec des caractéristiques néonazies, mais il tente de modérer son idéologie en devenant Svoboda. Bien que demeurant nationaliste radical, le parti n'affiche plus ouvertement de positions antisémites. Au cours des années 1990, le parti est accusé de néonazisme en raison du recrutement de skinheads et de l'utilisation de symboles néonazis,,. Oleh Tyahnybok est élu en 2004 à la présidence du parti et il s'efforce peu de temps après de modérer l'image du parti en changeant le nom et les symboles du parti et en expulsant les groupes néonazis et néofascistes,,.
Le positionnement de Svoboda a été décrit comme étant de droite, ou d'extrême droite,,,,. Largement décrit comme un parti ultranationaliste, et de droite populiste,, il exprime son soutien et organise des commémorations en l'honneur du politicien et idéologue ukrainien collaborationniste du début du XXe siècle, Stepan Bandera, et s'oppose à l'immigration, au mondialisme et au libre-échange. Il est fermement anticommuniste et conservateur sur les questions sociales, et il favorise le nationalisme économique et le protectionnisme. Il a également été largement considéré comme un parti néofasciste, néonazi et antisémite par de nombreux journalistes et organisations, bien que ces étiquettes soient contestées, tandis que certains le considèrent comme un parti nationaliste de droite radicale,,,,.
Svoboda entretient des liens avec le Parti national-démocrate d'Allemagne et avec le Front national.

## Membres importants
| Nom                  | Photographie         | Postes |
| -------------------- | -------------------- | --- |
| Oleh Tyahnybok       | Oleh Tyahnybok       | Président, cofondateur du parti et membre du conseil régional de Lviv. |
| Andriy Paroubiy      | Andry Parouby        | Cofondateur du Parti social-national d'Ukraine à l'origine de Svoboda, membre du conseil régional de Lviv, ancien secrétaire de Conseil de défense et de sécurité nationale d'Ukraine, et membre du bureau militaire du Front populaire. |
| Ihor Tenioukh        | Ihor Tenioukh        | Ministre de la Défense du gouvernement Iatseniouk I du 27 février 2014 au 25 mars 2014. |
| Ihor Chvaïka         | Ihor Chvaïka         | Ministre de l'Agriculture et de l'Alimentation du gouvernement Iatseniouk I jusqu'au 12 novembre 2014. |
| Andri Mokhnyk        | Andri Mokhnyk        | Ministre de l'Écologie et des Ressources naturelles du gouvernement Iatseniouk I jusqu'au 2 décembre 2014. |
| Oleksandr Sytch      | Oleksandr Sytch      | Vice-Premier ministre du gouvernement Iatseniouk I jusqu'au 2 décembre 2014. |
| Rouslan Kochoulynsky | Rouslan Kochoulynsky | Vice-président de la Rada (2012-2014), membre du conseil régional de Lviv, vice-président du parti, candidat à l'élection présidentielle de 2019.                                                                                        |

## Résultats électoraux

### Élections présidentielles
| Année | Candidat             | Premier tour | Premier tour | Premier tour |
| Année | Candidat             | Voix         | %            | Rang         |
| ----- | -------------------- | ------------ | ------------ | ------------ |
| 2010  | Oleh Tyahnybok       | 352 282      | 1,43         | 8e           |
| 2014  | Oleh Tyahnybok       | 210 476      | 1,16         | 10e          |
| 2019  | Rouslan Kochoulynsky | 307 244      | 1,62         | 9e           |

### Élections législatives
| Année | %     | Élus     | Rang | Gouvernement                                |
| ----- | ----- | -------- | ---- | ------------------------------------------- |
| 1994  | 0,20  | 0 / 450  | 19e  | Extra-parlementaire                         |
| 1998  | 0,16  | 1 / 450  | 29e  | Opposition                                  |
| 2006  | 0,36  | 0 / 450  | 18e  | Extra-parlementaire                         |
| 2007  | 0,76  | 0 / 450  | 8e   | Extra-parlementaire                         |
| 2012  | 10,45 | 37 / 450 | 5e   | Opposition (2012-2014), Iatseniouk I (2014) |
| 2014  | 4,71  | 6 / 450  | 7e   | Opposition                                  |
| 2019  | 2,15  | 1 / 450  | 11e  | Opposition                                  |

### Élections locales
| Année | %    | Élus        | Rang |
| ----- | ---- | ----------- | ---- |
| 2020  | 2,10 | 890 / 42501 | 7e   |

### Évolution des votes

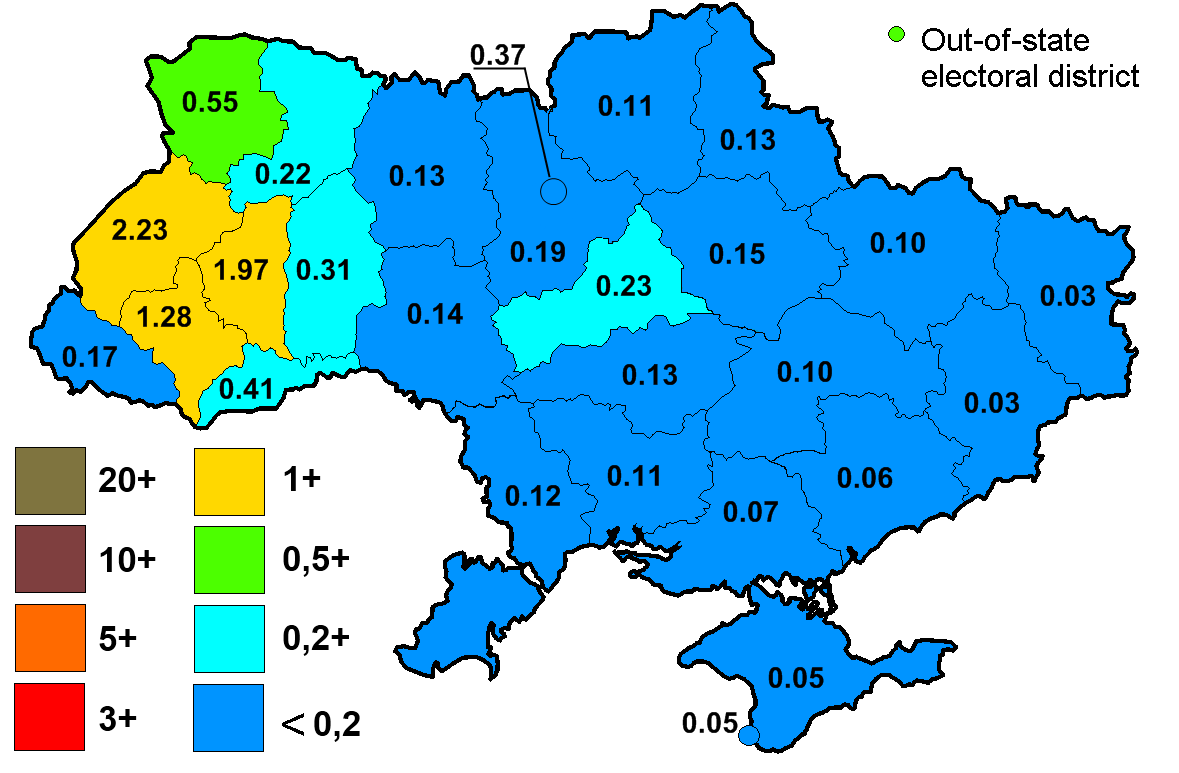
Élections parlementaires de 2006.
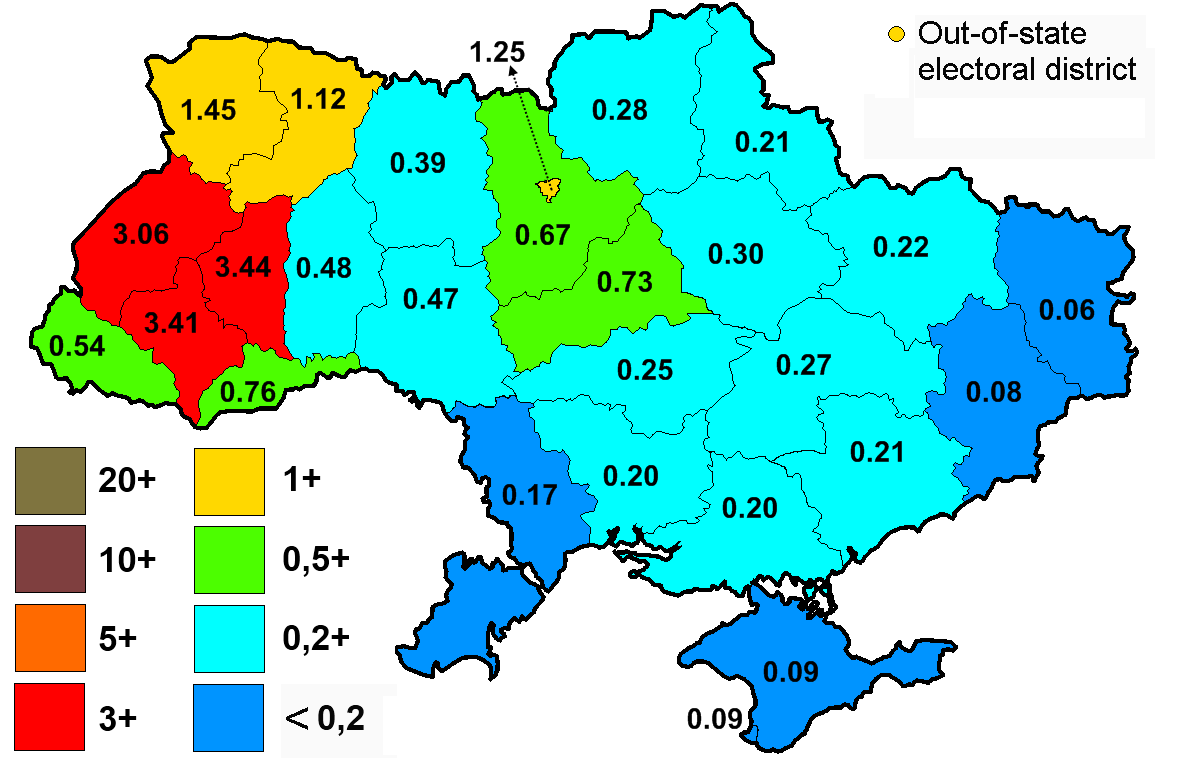
Élections parlementaires de 2007.
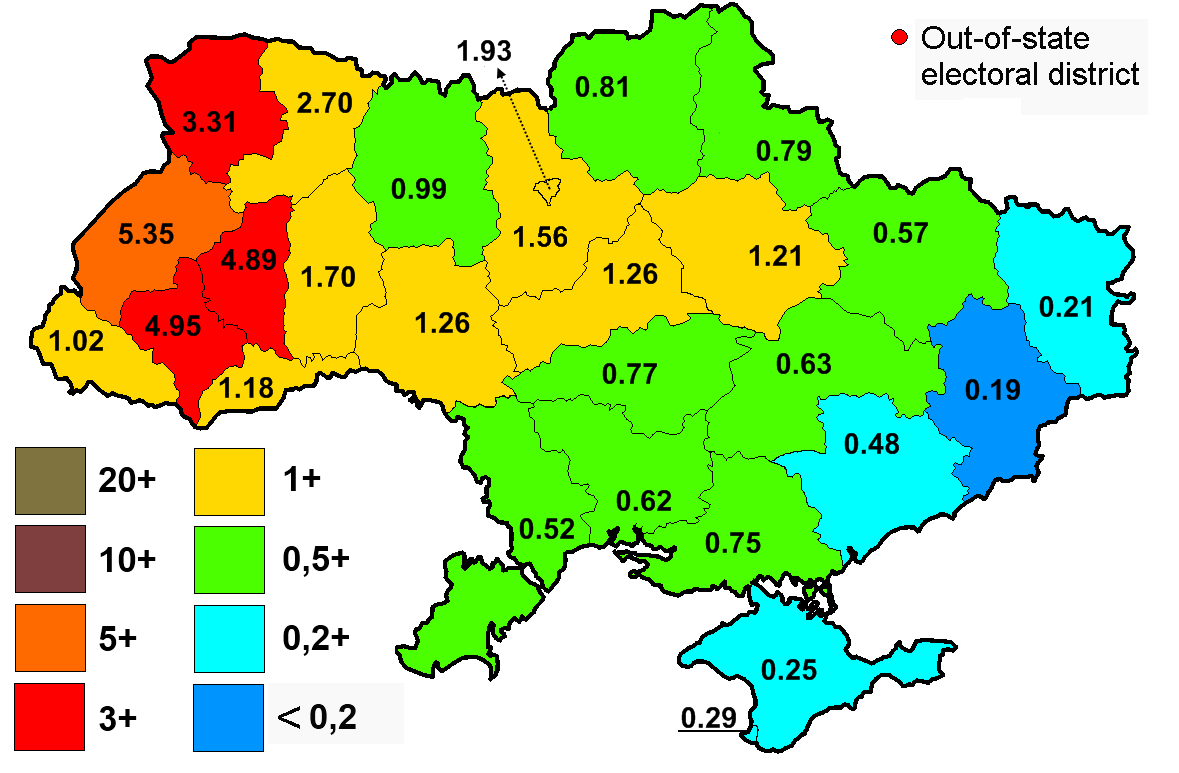
Élections présidentielles de janvier 2010, votes pour Oleh Tyahnybok.
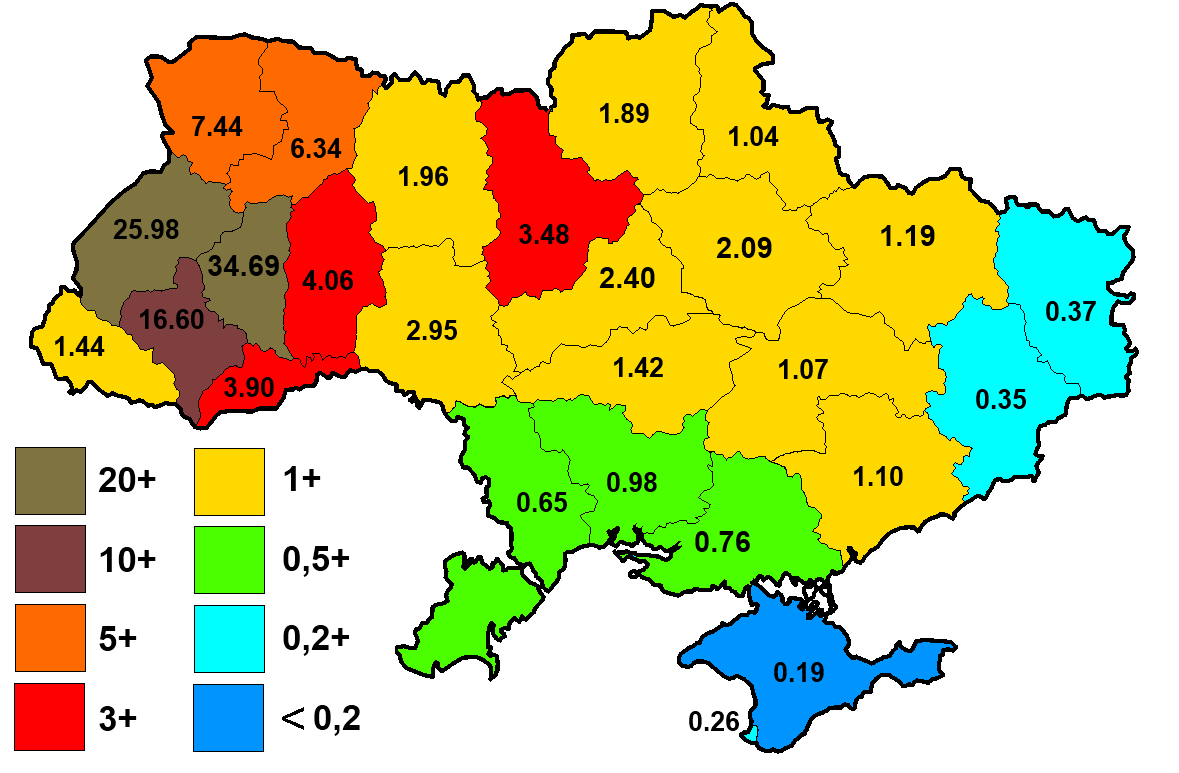
Élections locales de 2010.
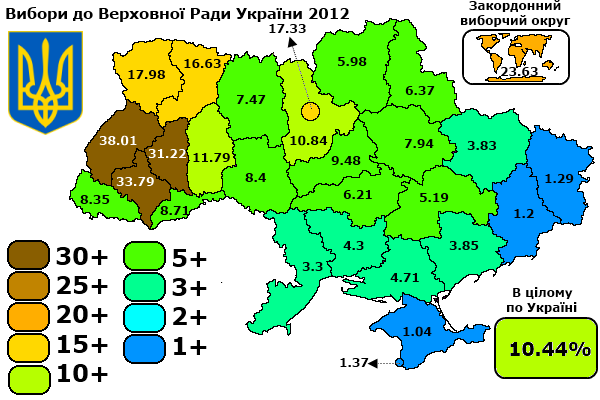
Élections législatives de 2012.
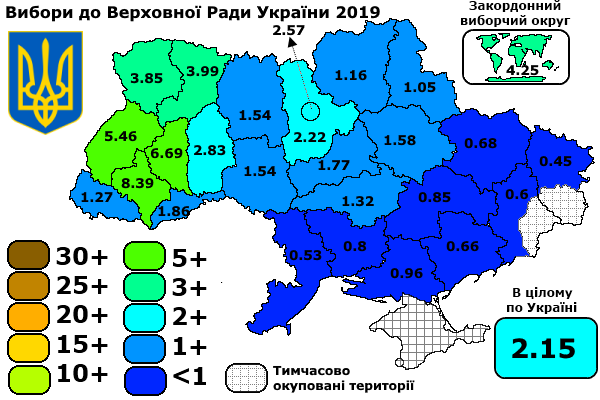
Élections législatives de 2019.